# Campeonato de Primera División B 1950 (Argentina)
El Campeonato de Primera División B 1950 fue la decimoséptima temporada de la categoría, que era la segunda división del fútbol argentino. Esta temporada marcó la incorporación de Lanús, descendido desde la Primera División, mientras que no hubo ascensos desde la división inferior. Además, para esta temporada la había dispuesto el descenso de 8 equipos para reestructurar el sistema de ligas del fútbol argentino y agregar una categoría más, por lo que el número de equipos de la divisional se redujo a 12.
El torneo entregó solo un ascenso para el equipo que finalizara en el primer lugar de la tabla de posiciones, sin haber disputa de torneos reducidos ni de reclasificatorios, así como se dispuso que ningún equipo perdiera la categoría.
El campeón y único ascendido fue Lanús, que se consagró campeón cuando todavía restaba una fecha para que finalice el torneo, retornando así rápidamente a la máxima categoría del fútbol argentino. De esta manera, el equipo del del sur del conurbano bonaerense consiguió alzarse por primera vez con el trofeo de esta divisional, ya que hasta su descenso en el torneo anterior solo había jugado en la Primera División
Asimismo, el torneo estableció que no haya descensos, debido a la reciente reestructuración que dejó a la categoría con muy pocos equipos. Con el fin de recuperar una cantidad de participantes más competitiva, ningún equipo perdió la categoría, de modo que en la siguiente temporada participaron varios equipos más del campeonato.

## Ascensos y descensos
| Posición | Descendidos de la Primera B 1949 |
| -------- | -------------------------------- |
| 21.º     | Excursionistas                   |
| Reestr.  | All Boys                         |
| Reestr.  | Argentino (Rosario)              |
| Reestr.  | Barracas Central                 |
| Reestr.  | Central Córdoba (Rosario)        |
| Reestr.  | Colegiales                       |
| Reestr.  | Defensores de Belgrano           |
| Reestr.  | Estudiantes (BA)                 |
| Reestr.  | Tiro Federal                     |

| Ascendido de la Tercera División 1949 |
| ------------------------------------- |
| No hubo                               |

| Posición | Ascendido a la Primera División 1950 |
| -------- | ------------------------------------ |
| 1.º      | Quilmes                              |

| Posición | Descendido de la Primera División 1949 |
| -------- | -------------------------------------- |
| 18.º     | Lanús                                  |

- De esta manera, el número de equipos se redujo a 12.

## Formato
Los doce equipos participantes disputaron un torneo de 22 fechas todos contra todos.

### Ascensos
El equipo con más puntos fue el campeón, obteniendo el único ascenso directo a la Primera División.

### Descensos
No hubo descensos en esta temporada.

## Equipos participantes
| Equipo               | Ciudad               |
| -------------------- | -------------------- |
| Almagro              | Buenos Aires         |
| Argentino de Quilmes | Quilmes              |
| Argentinos Juniors   | Buenos Aires         |
| Colón                | Santa Fe             |
| Dock Sud             | Dock Sud             |
| El Porvenir          | Gerli                |
| Lanús                | Lanús                |
| Los Andes            | Lomas de Zamora      |
| Nueva Chicago        | Buenos Aires         |
| Talleres (RE)        | Remedios de Escalada |
| Temperley            | Temperley            |
| Unión                | Santa Fe             |

### Distribución geográfica de los equipos
| Región                 | Cant. | Equipos                                                                                  |
| ---------------------- | ----- | ---------------------------------------------------------------------------------------- |
| Conurbano bonaerense   | 7     | Argentino de Quilmes, Dock Sud, El Porvenir, Lanús, Los Andes, Talleres (RE) y Temperley |
| Ciudad de Buenos Aires | 3     | Almagro, Argentinos Juniors y Nueva Chicago                                              |
| Provincia de Santa Fe  | 2     | Colón y Unión                                                                            |

## Tabla de posiciones
| Pos. | Equipo               | Pts. | PJ | PG | PE | PP | GF | GC | Dif. |
| ---- | -------------------- | ---- | -- | -- | -- | -- | -- | -- | ---- |
| 1.º  | Lanús                | 34   | 22 | 15 | 4  | 3  | 64 | 30 | 34   |
| 2.º  | Colón                | 31   | 22 | 14 | 3  | 5  | 62 | 31 | 31   |
| 3.º  | Dock Sud             | 29   | 22 | 13 | 3  | 6  | 56 | 32 | 24   |
| 4.º  | Argentino de Quilmes | 28   | 22 | 13 | 2  | 7  | 57 | 40 | 17   |
| 5.º  | Argentinos Juniors   | 26   | 22 | 10 | 6  | 6  | 43 | 46 | −3   |
| 6.º  | Almagro              | 22   | 22 | 7  | 8  | 7  | 50 | 53 | −3   |
| 7.º  | Unión                | 22   | 22 | 7  | 8  | 7  | 43 | 50 | −7   |
| 8.º  | Los Andes            | 19   | 22 | 6  | 7  | 9  | 44 | 46 | −2   |
| 9.º  | Nueva Chicago        | 17   | 22 | 7  | 3  | 12 | 45 | 56 | −11  |
| 10.º | Talleres (RE)        | 15   | 22 | 5  | 5  | 12 | 42 | 49 | −7   |
| 11.º | Temperley            | 12   | 22 | 5  | 2  | 15 | 29 | 67 | −38  |
| 12.º | El Porvenir          | 9    | 22 | 1  | 7  | 14 | 23 | 58 | −35  |

|  | Se consagró campeón y ascendió a la Primera División. |

## Resultados
Primera Rueda
| Fecha 1              | Fecha 1   | Fecha 1            | Fecha 1              | Fecha 1    | Fecha 1 |
| Local                | Resultado | Visitante          | Estadio              | Fecha      |         |
| -------------------- | --------- | ------------------ | -------------------- | ---------- | ------- |
| El Porvenir          | 2 - 2     | Talleres (RdE)     | El Porvenir          | 1 de abril |         |
| Argentino de Quilmes | 1 - 1     | Temperley          | Argentino de Quilmes | 1 de abril |         |
| Almagro              | 4 - 4     | Unión              | Atlanta              | 1 de abril |         |
| Los Andes            | 3 - 4     | Nueva Chicago      | Los Andes            | 1 de abril |         |
| Lanús                | 2 - 1     | Sportivo Dock Sud  | Lanús                | 1 de abril |         |
| Colón                | 2 - 2     | Argentinos Juniors | Colón                | 2 de abril |         |

| Fecha 2            | Fecha 2   | Fecha 2              | Fecha 2            | Fecha 2    | Fecha 2 |
| Local              | Resultado | Visitante            | Estadio            | Fecha      |         |
| ------------------ | --------- | -------------------- | ------------------ | ---------- | ------- |
| Lanús              | 5 - 1     | El Porvenir          | Lanús              | 8 de abril |         |
| Sportivo Dock Sud  | 2 - 1     | Los Andes            | Sportivo Dock Sud  | 8 de abril |         |
| Nueva Chicago      | 2 - 1     | Colón                | Nueva Chicago      | 8 de abril |         |
| Argentinos Juniors | 3 - 3     | Almagro              | Argentinos Juniors | 8 de abril |         |
| Temperley          | 2 - 1     | Talleres (RdE)       | Temperley          | 8 de abril |         |
| Unión              | 1 - 4     | Argentino de Quilmes | Colón              | 9 de abril |         |

| Fecha 3              | Fecha 3   | Fecha 3            | Fecha 3              | Fecha 3     | Fecha 3 |
| Local                | Resultado | Visitante          | Estadio              | Fecha       |         |
| -------------------- | --------- | ------------------ | -------------------- | ----------- | ------- |
| El Porvenir          | 2 - 1     | Temperley          | El Porvenir          | 15 de abril |         |
| Talleres (RdE)       | 1 - 3     | Unión              | Talleres (RdE)       | 15 de abril |         |
| Argentino de Quilmes | 4 - 1     | Argentinos Juniors | Argentino de Quilmes | 15 de abril |         |
| Almagro              | 2 - 1     | Nueva Chicago      | Atlanta              | 15 de abril |         |
| Los Andes            | 3 - 2     | Lanús              | Los Andes            | 15 de abril |         |
| Colón                | 3 - 1     | Sportivo Dock Sud  | Colón                | 16 de abril |         |

| Fecha 4            | Fecha 4   | Fecha 4              | Fecha 4            | Fecha 4     | Fecha 4 |
| Local              | Resultado | Visitante            | Estadio            | Fecha       |         |
| ------------------ | --------- | -------------------- | ------------------ | ----------- | ------- |
| Los Andes          | 2 - 1     | El Porvenir          | Los Andes          | 22 de abril |         |
| Lanús              | 4 - 2     | Colón                | Lanús              | 22 de abril |         |
| Sportivo Dock Sud  | 6 - 1     | Almagro              | Sportivo Dock Sud  | 22 de abril |         |
| Argentinos Juniors | 3 - 3     | Talleres (RdE)       | Argentinos Juniors | 22 de abril |         |
| Nueva Chicago      | 1 - 6     | Argentino de Quilmes | Nueva Chicago      | 26 de abril |         |
| Unión              | 3 - 0     | Temperley            | Colón              | 26 de abril |         |

| Fecha 5              | Fecha 5   | Fecha 5            | Fecha 5              | Fecha 5     | Fecha 5 |
| Local                | Resultado | Visitante          | Estadio              | Fecha       |         |
| -------------------- | --------- | ------------------ | -------------------- | ----------- | ------- |
| El Porvenir          | 0 - 0     | Unión              | El Porvenir          | 29 de abril |         |
| Temperley            | 1 - 3     | Argentinos Juniors | Temperley            | 29 de abril |         |
| Talleres (RdE)       | 5 - 1     | Nueva Chicago      | Talleres (RdE)       | 29 de abril |         |
| Argentino de Quilmes | 1 - 0     | Sportivo Dock Sud  | Argentino de Quilmes | 29 de abril |         |
| Almagro              | 3 - 3     | Lanús              | Atlanta              | 29 de abril |         |
| Colón                | 1 - 0     | Los Andes          | Colón                | 30 de abril |         |

| Fecha 6            | Fecha 6   | Fecha 6              | Fecha 6            | Fecha 6   | Fecha 6 |
| Local              | Resultado | Visitante            | Estadio            | Fecha     |         |
| ------------------ | --------- | -------------------- | ------------------ | --------- | ------- |
| Los Andes          | 2 - 2     | Almagro              | Los Andes          | 6 de mayo |         |
| Lanús              | 2 - 1     | Argentino de Quilmes | Lanús              | 6 de mayo |         |
| Sportivo Dock Sud  | 2 - 1     | Talleres (RdE)       | Sportivo Dock Sud  | 6 de mayo |         |
| Nueva Chicago      | 6 - 1     | Temperley            | Nueva Chicago      | 6 de mayo |         |
| Argentinos Juniors | 4 - 3     | Unión                | Argentinos Juniors | 6 de mayo |         |
| Colón              | 3 - 0     | El Porvenir          | Colón              | 7 de mayo |         |

| Fecha 7              | Fecha 7   | Fecha 7            | Fecha 7              | Fecha 7    | Fecha 7 |
| Local                | Resultado | Visitante          | Estadio              | Fecha      |         |
| -------------------- | --------- | ------------------ | -------------------- | ---------- | ------- |
| El Porvenir          | 3 - 3     | Argentinos Juniors | El Porvenir          | 13 de mayo |         |
| Temperley            | 2 - 3     | Sportivo Dock Sud  | Temperley            | 13 de mayo |         |
| Talleres (RdE)       | 1 - 3     | Lanús              | Talleres (RdE)       | 13 de mayo |         |
| Argentino de Quilmes | 4 - 2     | Los Andes          | Argentino de Quilmes | 13 de mayo |         |
| Almagro              | 1 - 7     | Colón              | Atlanta              | 13 de mayo |         |
| Unión                | 3 - 3     | Nueva Chicago      | Unión                | 14 de mayo |         |

| Fecha 8           | Fecha 8   | Fecha 8              | Fecha 8           | Fecha 8    | Fecha 8 |
| Local             | Resultado | Visitante            | Estadio           | Fecha      |         |
| ----------------- | --------- | -------------------- | ----------------- | ---------- | ------- |
| Almagro           | 5 - 1     | El Porvenir          | Atlanta           | 20 de mayo |         |
| Los Andes         | 1 - 3     | Talleres (RdE)       | Los Andes         | 20 de mayo |         |
| Lanús             | 4 - 1     | Temperley            | Lanús             | 20 de mayo |         |
| Sportivo Dock Sud | 3 - 3     | Unión                | Sportivo Dock Sud | 20 de mayo |         |
| Nueva Chicago     | 1 - 2     | Argentinos Juniors   | Nueva Chicago     | 20 de mayo |         |
| Colón             | 5 - 1     | Argentino de Quilmes | Colón             | 21 de mayo |         |

| Fecha 9              | Fecha 9   | Fecha 9           | Fecha 9              | Fecha 9    | Fecha 9 |
| Local                | Resultado | Visitante         | Estadio              | Fecha      |         |
| -------------------- | --------- | ----------------- | -------------------- | ---------- | ------- |
| Unión                | 1 - 1     | Lanús             | Unión                | 28 de mayo |         |
| El Porvenir          | 0 - 1     | Nueva Chicago     | El Porvenir          | 3 de junio |         |
| Argentinos Juniors   | 2 - 1     | Sportivo Dock Sud | Argentinos Juniors   | 3 de junio |         |
| Temperley            | 1 - 3     | Los Andes         | Temperley            | 3 de junio |         |
| Talleres (RdE)       | 1 - 1     | Colón             | Talleres (RdE)       | 3 de junio |         |
| Argentino de Quilmes | 6 - 2     | Almagro           | Argentino de Quilmes | 3 de junio |         |

| Fecha 10             | Fecha 10  | Fecha 10           | Fecha 10             | Fecha 10    | Fecha 10 |
| Local                | Resultado | Visitante          | Estadio              | Fecha       |          |
| -------------------- | --------- | ------------------ | -------------------- | ----------- | -------- |
| Argentino de Quilmes | 6 - 2     | El Porvenir        | Argentino de Quilmes | 10 de junio |          |
| Almagro              | 3 - 1     | Talleres (RdE)     | Atlanta              | 10 de junio |          |
| Los Andes            | 2 - 2     | Unión              | Los Andes            | 10 de junio |          |
| Lanús                | 4 - 0     | Argentinos Juniors | Lanús                | 10 de junio |          |
| Sportivo Dock Sud    | 3 - 0     | Nueva Chicago      | Sportivo Dock Sud    | 10 de junio |          |
| Colón                | 5 - 2     | Temperley          | Colón                | 11 de junio |          |

| Fecha 11           | Fecha 11  | Fecha 11             | Fecha 11           | Fecha 11    | Fecha 11 |
| Local              | Resultado | Visitante            | Estadio            | Fecha       |          |
| ------------------ | --------- | -------------------- | ------------------ | ----------- | -------- |
| El Porvenir        | 0 - 2     | Sportivo Dock Sud    | El Porvenir        | 17 de junio |          |
| Nueva Chicago      | 1 - 2     | Lanús                | Nueva Chicago      | 17 de junio |          |
| Argentinos Juniors | 1 - 1     | Los Andes            | Argentinos Juniors | 17 de junio |          |
| Temperley          | 2 - 6     | Almagro              | Temperley          | 17 de junio |          |
| Talleres (RdE)     | 1 - 3     | Argentino de Quilmes | Talleres (RdE)     | 17 de junio |          |
| Unión              | 2 - 1     | Colón                | Unión              | 18 de junio |          |

Segunda Rueda
| Fecha 12           | Fecha 12  | Fecha 12             | Fecha 12           | Fecha 12    | Fecha 12 |
| Local              | Resultado | Visitante            | Estadio            | Fecha       |          |
| ------------------ | --------- | -------------------- | ------------------ | ----------- | -------- |
| Talleres (RdE)     | 3 - 2     | El Porvenir          | Talleres (RdE)     | 24 de junio |          |
| Temperley          | 2 - 1     | Argentino de Quilmes | Temperley          | 24 de junio |          |
| Argentinos Juniors | 1 - 0     | Colón                | Argentinos Juniors | 24 de junio |          |
| Nueva Chicago      | 3 - 4     | Los Andes            | Nueva Chicago      | 24 de junio |          |
| Sportivo Dock Sud  | 2 - 0     | Lanús                | Sportivo Dock Sud  | 24 de junio |          |
| Unión              | 2 - 1     | Almagro              | Unión              | 25 de junio |          |

| Fecha 13             | Fecha 13  | Fecha 13           | Fecha 13             | Fecha 13   | Fecha 13 |
| Local                | Resultado | Visitante          | Estadio              | Fecha      |          |
| -------------------- | --------- | ------------------ | -------------------- | ---------- | -------- |
| El Porvenir          | 0 - 1     | Lanús              | El Porvenir          | 1 de julio |          |
| Los Andes            | 1 - 1     | Sportivo Dock Sud  | Los Andes            | 1 de julio |          |
| Almagro              | 1 - 2     | Argentinos Juniors | Atlanta              | 1 de julio |          |
| Argentino de Quilmes | 3 - 1     | Unión              | Argentino de Quilmes | 1 de julio |          |
| Talleres (RdE)       | 0 - 1     | Temperley          | Talleres (RdE)       | 1 de julio |          |
| Colón                | 5 - 2     | Nueva Chicago      | Colón                | 2 de julio |          |

| Fecha 14           | Fecha 14  | Fecha 14             | Fecha 14           | Fecha 14    | Fecha 14 |
| Local              | Resultado | Visitante            | Estadio            | Fecha       |          |
| ------------------ | --------- | -------------------- | ------------------ | ----------- | -------- |
| Temperley          | 3 - 0     | El Porvenir          | Temperley          | 15 de julio |          |
| Argentinos Juniors | 3 - 1     | Argentino de Quilmes | Argentinos Juniors | 15 de julio |          |
| Nueva Chicago      | 0 - 0     | Almagro              | Nueva Chicago      | 15 de julio |          |
| Sportivo Dock Sud  | 4 - 4     | Colón                | Sportivo Dock Sud  | 15 de julio |          |
| Lanús              | 2 - 2     | Los Andes            | Lanús              | 15 de julio |          |
| Unión              | 1 - 1     | Talleres (RdE)       | Unión              | 16 de julio |          |

| Fecha 15             | Fecha 15  | Fecha 15           | Fecha 15             | Fecha 15    | Fecha 15 |
| Local                | Resultado | Visitante          | Estadio              | Fecha       |          |
| -------------------- | --------- | ------------------ | -------------------- | ----------- | -------- |
| El Porvenir          | 1 - 1     | Los Andes          | El Porvenir          | 22 de julio |          |
| Almagro              | 0 - 3     | Sportivo Dock Sud  | Atlanta              | 22 de julio |          |
| Argentino de Quilmes | 4 - 2     | Nueva Chicago      | Argentino de Quilmes | 22 de julio |          |
| Talleres (RdE)       | 3 - 1     | Argentinos Juniors | Talleres (RdE)       | 22 de julio |          |
| Temperley            | 4 - 3     | Unión              | Temperley            | 22 de julio |          |
| Colón                | 4 - 3     | Lanús              | Colón                | 23 de julio |          |

| Fecha 16           | Fecha 16  | Fecha 16             | Fecha 16           | Fecha 16    | Fecha 16 |
| Local              | Resultado | Visitante            | Estadio            | Fecha       |          |
| ------------------ | --------- | -------------------- | ------------------ | ----------- | -------- |
| Argentinos Juniors | 3 - 2     | Temperley            | Argentinos Juniors | 29 de julio |          |
| Nueva Chicago      | 3 - 2     | Talleres (RdE)       | Nueva Chicago      | 29 de julio |          |
| Sportivo Dock Sud  | 2 - 3     | Argentino de Quilmes | Sportivo Dock Sud  | 29 de julio |          |
| Lanús              | 1 - 1     | Almagro              | Lanús              | 29 de julio |          |
| Los Andes          | 1 - 2     | Colón                | Los Andes          | 29 de julio |          |
| Unión              | 0 - 0     | El Porvenir          | Unión              | 30 de julio |          |

| Fecha 17             | Fecha 17  | Fecha 17           | Fecha 17             | Fecha 17    | Fecha 17 |
| Local                | Resultado | Visitante          | Estadio              | Fecha       |          |
| -------------------- | --------- | ------------------ | -------------------- | ----------- | -------- |
| El Porvenir          | 1 - 2     | Colón              | El Porvenir          | 5 de agosto |          |
| Almagro              | 4 - 1     | Los Andes          | Atlanta              | 5 de agosto |          |
| Argentino de Quilmes | 2 - 3     | Lanús              | Argentino de Quilmes | 5 de agosto |          |
| Talleres (RdE)       | 2 - 4     | Sportivo Dock Sud  | Talleres (RdE)       | 5 de agosto |          |
| Temperley            | 1 - 1     | Nueva Chicago      | Temperley            | 5 de agosto |          |
| Unión                | 4 - 1     | Argentinos Juniors | Unión                | 6 de agosto |          |

| Fecha 18           | Fecha 18  | Fecha 18             | Fecha 18           | Fecha 18     | Fecha 18 |
| Local              | Resultado | Visitante            | Estadio            | Fecha        |          |
| ------------------ | --------- | -------------------- | ------------------ | ------------ | -------- |
| Argentinos Juniors | 2 - 1     | El Porvenir          | Argentinos Juniors | 12 de agosto |          |
| Nueva Chicago      | 7 - 0     | Unión                | Nueva Chicago      | 12 de agosto |          |
| Sportivo Dock Sud  | 3 - 1     | Temperley            | Sportivo Dock Sud  | 12 de agosto |          |
| Lanús              | 3 - 1     | Talleres (RdE)       | Lanús              | 12 de agosto |          |
| Los Andes          | 4 - 0     | Argentino de Quilmes | Los Andes          | 12 de agosto |          |
| Colón              | 2 - 0     | Almagro              | Colón              | 13 de agosto |          |

| Fecha 19             | Fecha 19  | Fecha 19          | Fecha 19             | Fecha 19     | Fecha 19 |
| Local                | Resultado | Visitante         | Estadio              | Fecha        |          |
| -------------------- | --------- | ----------------- | -------------------- | ------------ | -------- |
| El Porvenir          | 2 - 2     | Almagro           | El Porvenir          | 26 de agosto |          |
| Argentino de Quilmes | 1 - 0     | Colón             | Argentino de Quilmes | 26 de agosto |          |
| Talleres (RdE)       | 5 - 1     | Los Andes         | Talleres (RdE)       | 26 de agosto |          |
| Temperley            | 0 - 4     | Lanús             | Temperley            | 26 de agosto |          |
| Argentinos Juniors   | 2 - 1     | Nueva Chicago     | Argentinos Juniors   | 26 de agosto |          |
| Unión                | 3 - 0     | Sportivo Dock Sud | Unión                | 27 de agosto |          |

| Fecha 20          | Fecha 20  | Fecha 20             | Fecha 20          | Fecha 20        | Fecha 20 |
| Local             | Resultado | Visitante            | Estadio           | Fecha           |          |
| ----------------- | --------- | -------------------- | ----------------- | --------------- | -------- |
| Colón             | 5 - 2     | Talleres (RdE)       | Colón             | 3 de septiembre |          |
| Nueva Chicago     | 3 - 2     | El Porvenir          | Nueva Chicago     | 9 de septiembre |          |
| Sportivo Dock Sud | 2 - 1     | Argentinos Juniors   | Sportivo Dock Sud | 9 de septiembre |          |
| Lanús             | 6 - 1     | Unión                | Lanús             | 9 de septiembre |          |
| Los Andes         | 5 - 0     | Temperley            | Los Andes         | 9 de septiembre |          |
| Almagro           | 2 - 1     | Argentino de Quilmes | Atlanta           | 9 de septiembre |          |

| Fecha 21           | Fecha 21  | Fecha 21             | Fecha 21           | Fecha 21         | Fecha 21 |
| Local              | Resultado | Visitante            | Estadio            | Fecha            |          |
| ------------------ | --------- | -------------------- | ------------------ | ---------------- | -------- |
| El Porvenir        | 2 - 2     | Argentino de Quilmes | El Porvenir        | 16 de septiembre |          |
| Talleres (RdE)     | 2 - 2     | Almagro              | Talleres (RdE)     | 16 de septiembre |          |
| Temperley          | 0 - 5     | Colón                | Temperley          | 16 de septiembre |          |
| Argentinos Juniors | 1 - 3     | Lanús                | Argentinos Juniors | 16 de septiembre |          |
| Nueva Chicago      | 1 - 2     | Sportivo Dock Sud    | Nueva Chicago      | 16 de septiembre |          |
| Unión              | 3 - 2     | Los Andes            | Unión              | 17 de septiembre |          |

| Fecha 22             | Fecha 22  | Fecha 22           | Fecha 22             | Fecha 22         | Fecha 22 |
| Local                | Resultado | Visitante          | Estadio              | Fecha            |          |
| -------------------- | --------- | ------------------ | -------------------- | ---------------- | -------- |
| Sportivo Dock Sud    | 9 - 0     | El Porvenir        | Sportivo Dock Sud    | 23 de septiembre |          |
| Lanús                | 6 - 1     | Nueva Chicago      | Lanús                | 23 de septiembre |          |
| Los Andes            | 2 - 2     | Argentinos Juniors | Los Andes            | 23 de septiembre |          |
| Almagro              | 5 - 1     | Temperley          | Atlanta              | 23 de septiembre |          |
| Argentino de Quilmes | 2 - 1     | Talleres (RdE)     | Argentino de Quilmes | 23 de septiembre |          |
| Colón                | 2 - 0     | Unión              | Colón                | 24 de septiembre |          |

| 1. 2. |